# Johannes Honsell
Johannes Honsell (* 27. April 1978 in Rosenheim; † 27. Dezember 2023 in München) war ein deutsch-österreichischer Regisseur, Filmemacher und Dokumentarfilmer.

## Leben
Johannes Honsell war der Sohn des Juristen Heinrich Honsell und wuchs in Salzburg auf. Nach der Matura studierte er Geschichtswissenschaft an der Ludwig-Maximilians-Universität München, wandte sich dann jedoch dem Journalismus zu und schrieb unter anderem für den Spiegel, die taz und die Süddeutsche Zeitung. Ab 2006 besuchte er die Deutsche Journalistenschule in München, wo er erste Kontakte zu Film und Fernsehen knüpfen konnte.
Honsell realisierte zunächst Dokumentationen für Erwachsene, so über das Leben von Obdachlosen am Pariser Boulevard périphérique (Im urbanen Niemandsland), oder mit Die ersten Kinder Israels über Menschen, die am Gründungstag des Staates Israel (14. Mai 1948) geboren wurden und über ihre Lebensläufe berichten.
Bei der Megaherz Film und Fernsehen entwickelte Honsell die so genannten „Checker“-Sendungen. Sie werden seit 2011 im KiKA ausgestrahlt, zunächst als Checker Can, benannt nach dem Moderator Can Mansuroglu. Seit Tobi Krell 2013 die Moderation übernahm heißt die Reihe Checker Tobi. Honsell produzierte einige Folgen und führte Regie. In Erweiterung des Formats werden daneben Checker Julian (mit Julian Janssen) und Checkerin Marina (mit Marina Blanke) gesendet. Die von Honsell geschriebene und inszenierte Folge Checker Tobi – Der Leben- und Sterben-Check wurde mehrfach ausgezeichnet. 2023 entstand unter seiner Regie der dokumentarische Kinofilm Checker Tobi und die Reise zu den fliegenden Flüssen, seine letzte Arbeit, für die er auch das Drehbuch schrieb.
Daneben entwickelte Honsell das Kabarettprogramm Es österreicht, mit dem er auf Kleinkunstbühnen auftrat. Er hatte auch eine Dozentur an der Deutschen Journalistenschule.
Johannes Honsell erfuhr am 15. Dezember 2023, dass er ein Glioblastom, eine der häufigsten, sehr aggressiven Varianten des Hirntumors hatte. Er starb daran zwölf Tage später im Alter von 45 Jahren. Er hinterließ seine Ehefrau und einen  10-jährigen Sohn. Wenige Wochen nach Honsells Tod erhielt der Film Checker Tobi und die Reise zu den fliegenden Flüssen den Bayerischen Filmpreis in der Kategorie „Family Entertainment“ und wurde für den Deutschen Filmpreis nominiert.

## Filmografie
(P=Produzent, R=Regie, D=Drehbuch)
- 2008: Im urbanen Niemandsland (P, R, D)
- 2008: Die ersten Kinder Israels (P, R, D)
- 2009: Kreuz und quer (eine Folge, P)
- 2009–2012: Alpenklöster (P)
- 2011–2013: Checker Can (R)
- 2013–2023: Checker Tobi (R, D)
- 2016: Die 100.000-Euro-Babys (P, R, D)
- 2018–2023: Checker Julian (R)
- 2023: Checker Tobi und die Reise zu den fliegenden Flüssen (R, D)

## Auszeichnungen
- 2017: Robert-Geisendörfer-Preis für Checker Tobi – Der Leben- und Sterben-Check in der Kategorie „Kinderprogramme/Kindermedien“
- 2017: Nominierung zum Grimme-Preis 2017 für Checker Tobi – Der Leben- und Sterben-Check
- 2023: Kinder Publikumspreis für Checker Tobi und die Reise zu den fliegenden Flüssen in der Kategorie „Publikumspreis ZFF für Kinder“
- 2024: Bayerischer Filmpreis für Checker Tobi und die Reise zu den fliegenden Flüssen in der Kategorie „Family Entertainment“
- 2024: Nominierung zum Deutschen Filmpreis 2024 für Checker Tobi und die Reise zu den fliegenden Flüssen in der Kategorie „Bester Kinderfilm“